# 詐病
詐病（英語：Malingering）是指為了獲得外部利益而偽造或嚴重誇大疾病（身體或精神疾病）的行為。這些外部利益包括逃避工作或責任、尋求藥物、逃避審判、引起關注、逃避兵役、逃學、獲得有薪假期等等。根據《精神疾病診斷與統計手冊第五版》(DSM-5)，詐病並非精神疾病，它不被視為精神疾病診斷，而是一種「可能成為臨床關注焦點的狀況」。DSM-5 並未提供明確的診斷標準，但考慮詐病的標準保持不變。區分詐病與做作性疾患的關鍵在於外部（次要）獲益。做作性疾患患者會為了扮演病人角色（主要獲益）而有意識地製造身體或心理症狀，而詐病者則追求的是外部利益。詐病者對治療的依從性差，只有在獲得外部利益後才會停止抱怨所謂的疾病。

## 病因學
詐病沒有明確的病因學，但其成因與社會經濟狀況、逃避責任、尋求藥物、逃避審判、引起關注、逃避兵役、逃學以及獲得有薪假期等有關。詐病較常出現於逃避審判的囚犯、逃學的學生、逃避工作的工人，以及希望獲得經濟補償或配給的無家可歸者。濫用藥物者也可能假裝生病、疼痛或失眠以獲取藥物。此外，逃避兵役也是詐病的常見動機。詐病與反社會人格障礙和表演型人格特質密切相關。

### 兵役逃避
詐病是役男逃避兵役的常見手段。部分國家或地區要求所有符合條件的公民服兵役，這也使得一些人為了逃避兵役而偽造或誇大疾病。藝人王大陸被指控支付高額費用偽造病歷以逃避兵役。韓國一名男子為逃避兵役，短時間內迅速增重，最終被判刑。此外，台灣前總統陳水扁的女婿趙建銘也曾被質疑詐病逃避兵役。逃避兵役的方式多種多樣，例如偽造醫療記錄、誇大現有疾病的嚴重程度，或故意製造新的症狀。這類行為不僅違法，還會損害兵役制度的公平性。

## 流行病學
詐病的盛行率難以確定。一項針對司法人群的詐病估計顯示，其盛行率高達17%。在新奧爾良大學心理學系進行的另一項研究發現，在有經濟誘因的慢性疼痛患者中，詐病的盛行率在20%至50%之間，具體取決於所使用的診斷系統。目前尚無數據支持女性詐病頻率高於男性的推測。

## 病理生理學
詐病與反社會人格障礙和表演型人格特質相關。為了獲得外部（次要）利益，個體會偽造身體或心理疾病。患者會故意就其病情撒謊以獲取利益，一旦達到目的，他們就會停止抱怨。沒有藥物或干預措施可以治癒詐病者。

## 檢查、評估與會診
詐病的診斷基於病史、體格檢查和心理測試。目前沒有實驗室測試可以直接診斷詐病。然而，實驗室檢查有助於排除器質性疾病。常用的實驗室檢查包括全血細胞計數、血清電解質、腎功能檢查、肝功能檢查、血酒精濃度和尿液毒理學篩查。腦部電腦斷層掃描或磁力共振成像可用於排除器質性腦部疾病。其他心理測試包括明尼蘇達多項人格測驗 (MMPI)、F 量表、記憶詐病測試、負面印象管理量表、Rey 15 項測試、時間記憶順序測試和症狀和傾向訪談 (SDI)。

### 病史和體格檢查
詳細的病史採集對於排除詐病至關重要。過程中，醫生應注意患者在長時間、詳細的病史採集中，行為的任何不一致之處；深入了解患者的人格，特別是是否存在反社會人格障礙或表演型人格特質；了解患者的法律狀況；快速提問，並觀察答案之間是否存在矛盾；使用開放式和引導性問題，詢問與患者聲稱疾病無關的症狀；注意患者是否誇大精神症狀，例如幻覺和妄想。

### 精神狀態檢查
精神狀態檢查的重點包括外貌和行為、情緒、思維、感知、洞察力以及認知。詐病者可能衣衫不整、情緒波動劇烈、描述誇大的幻覺和妄想、對自身疾病有良好的洞察力，但認知評估可能因不配合而難以進行。應進行多次檢查，並注意結果之間是否存在矛盾。
詐病者通常會避免精神科會診。即使就診，也可能因為缺乏合作意願而難以進行有效的評估和治療。一般不建議將詐病者轉診至其他醫生，除非有明確的需要排除其他疾病的可能。

## 治療
治療詐病的重點是解決根本的外部動機。醫生應避免直接與患者對質。間接的引導方式，鼓勵患者接受行為治療、心理治療和輔導，並避免進行侵入性檢查和干預。藥物治療通常不適用於詐病。

## 預後
詐病的預後難以預測，通常會持續到患者的外部利益得到滿足為止。一些研究表明，即使外部利益已經獲得，詐病行為也可能持續存在，甚至演變成更複雜的精神疾病。

### 併發症
如果詐病者的要求未得到滿足，他們可能表現出攻擊性行為，並可能引發醫患衝突和訴訟。此外，詐病行為本身也可能導致真正的疾病被延誤診斷和治療，從而造成更嚴重的後果。

## 預防和患者教育
對詐病患者進行教育是一項艱鉅的任務。由於詐病者缺乏求治的動機，因此很難透過傳統的教育方式來改變他們的行為。建議的干預措施包括認知行為治療、心理治療和輔導，旨在幫助患者了解詐病行為的後果，並學習更健康的應對機制。
目前缺乏關於詐病在一般人群中盛行率的可靠數據，也缺乏明確的診斷標準。與詐病者互動時應小心謹慎，因為他們可能具有操縱性和攻擊性。醫療團隊的共同參與至關重要，包括精神科護士、精神科醫生和心理治療師，以有效管理詐病患者，並保護醫護人員的安全。

## 歷史

### 古代
根據舊約聖經中的《撒母耳記上》，大衛王曾在非利士人亞吉王面前裝瘋。不過，一些學者認為這並非偽裝，而是大衛王真的患有癲癇，而七十士譯本中的措辭也支持這一觀點。據說奧德修斯曾裝瘋以逃避參與特洛伊戰爭。醫生蓋倫曾在羅馬時代記錄過詐病的案例。他報告了兩個案例：一個病人假裝絞痛以逃避公開會議，另一個病人則假裝膝蓋受傷以逃避陪同主人長途旅行。

### 文藝復興時期
1595年，Giambattista Silvatico在米蘭出版了一本關於偽裝疾病的論文。雅克·卡洛(1592–1635)的蝕刻版畫和雕刻作品中描繪了詐病的各種階段(法語：les gueux contrefaits)。喬治·普特南(George Puttenham)在其伊麗莎白時代的社會晉升指南中建議，想要成為朝臣的人應該“在袖子裡藏著疾病，以此來擺脫其他更重要的請求”。

### 現代
儘管詐病的概念自古以來就已存在，但「詐病」（malingering）一詞在西方醫學中卻是在20世紀才出現的，原因是當時有人會假裝生病或殘疾以逃避兵役。1943年，美國陸軍將軍喬治·巴頓在一間野戰醫院發現一名沒有受傷的士兵；該士兵聲稱患有戰鬥疲勞症。巴頓認為這名士兵是在裝病，於是勃然大怒並對其進行了身體攻擊。結果，這名士兵實際上感染了瘧疾。
艾格尼絲是社會學中第一個深入討論跨性別身份的案例研究對象，由哈羅德·加芬克爾於1967年發表。在20世紀50年代，艾格尼絲偽造症狀，並幾乎在病史的每個方面都撒了謊。加芬克爾的結論是，由於擔心自己無法接受變性手術，艾格尼絲迴避了所有可能表明她患有性別焦慮的方面，並隱瞞了她接受激素治療的事實。因此，觀察到她女性化外表的醫生得出結論，她患有睪丸女性化綜合症，這使得她接受手術的請求合法化。

## 參看
- 不必要的醫療照顧
- 自我藥療
- 可證偽性
- 甘瑟症候群
- 疑病症
- 孟喬森症候群